# BMW E31
BMW 8-serie (BMW:s chassikod: E31) är en personbil, tillverkad av den tyska biltillverkaren BMW mellan 1989 och 1999.

## BMW E31
BMW 8-serie var egentligen inte en efterföljare till BMW:s framgångsrika 6-serie, utan en betydligt dyrare och kraftfullare bil. 8-serien var BMW:s dyraste modell, och under de cirka 10 år som bilen fanns i BMW:s modellprogram tillverkades endast 30 621 exemplar. 1999 lades modellen ner och denna bil, benämnd E31, är hittills den enda modellen i 8-serien. År 2003 kom dock en ny coupémodell från BMW, den nya 6-serien
8-serien såldes med ett antal olika motorer, dock endast V8:or och V12:or. Toppmodellen var 850CSi med en 5.6 liters V12 vars maxeffekt låg på 381 hk (280 kW), max. vridmoment var 550 Nm. Den tillverkades mellan 1992 och 1996 i 1510 exemplar.
Alpina gjorde två versioner av E31. Den lilla B12 5.0 Coupé baserad på 850i, med 5,0-liters M70 med 350 hk och 4-stegad automatlåda, samt den stora B12 5.7 Coupé baserad på 850CSi, med 5,7-liters S70 med 416 hk och 6-växlad manuell växellåda.
Under några år på 1990-talet övervägde företaget att sätta en BMW M8 i produktion, helt baserad på 8-serien i BMW M-utförande. Denna skulle ha en 6,0-liters s70 V12:a på 640 hk, samt en 850 Cab med tyg-cabriolet. Ingen av dessa planer förverkligades dock och 850 cab - som tillverkades i ett exemplar - finns idag att beskåda på BMW-museet i München.

## Motor
| Modell  | Årsmodell | Motor                    | Cylindervolym | Effekt | Bränslesystem      |
| ------- | --------- | ------------------------ | ------------- | ------ | ------------------ |
| 850i    | 1990-92   | M70: 12-cyl V-motor SOHC | 4988 cm³      | 300 hk | Bränsleinsprutning |
| 850 Ci  | 1993-94   | M70: 12-cyl V-motor SOHC | 4988 cm³      | 300 hk | Bränsleinsprutning |
| 850 CSi | 1993-96   | S70: 12-cyl V-motor SOHC | 5576 cm³      | 380 hk | Bränsleinsprutning |
| 840i    | 1994-96   | M60: 8-cyl V-motor DOHC  | 3982 cm³      | 286 hk | Bränsleinsprutning |
| 850 Ci  | 1994-99   | M73: 12-cyl V-motor SOHC | 5379 cm³      | 326 hk | Bränsleinsprutning |
| 840 Ci  | 1995-99   | M62: 8-cyl V-motor DOHC  | 4398 cm³      | 286 hk | Bränsleinsprutning |